# Gansterer zur Geisterstunde
Gansterer zur Geisterstunde war eine Talk-Sendung des österreichischen Privatsenders Schau TV, die in den Jahren 2013 und 2014 ausgestrahlt wurde. Moderator war der Journalist und Autor Helmut A. Gansterer. Gansterer zur Geisterstunde wurde jeden ersten Samstag im Monat um Mitternacht gesendet und dann in einem Programmlooping mehrfach wiederholt.

## Konzept
Das Konzept der Sendung, das Gansterer gemeinsam mit Programmdirektor Rudolf Mathias entwickelte, sah intensive Zweiergespräche auf hohem Niveau vor. Die Mindestdauer eines Talks betrug 90 Minuten. Die erste Sendung wurde am 9. Februar 2013 ausgestrahlt.
Die Studioeinrichtung wurde nach den Vorstellungen von Gansterer gestaltet und sollte die Atmosphäre eines gemeinsamen Lokalbesuchs vermitteln. Die durchwegs prominenten Gäste kamen aus den Bereichen Kunst, Kultur und Wissenschaft. Verantwortliche Redakteurin der Sendung war Martina Gansterer.

## Gäste
Bisherige Gesprächspartner waren (in chronologischer Reihenfolge): Philosoph Konrad Paul Liessmann, Schauspieler Wolfgang Böck, Humangenetiker Markus Hengstschläger, Schriftsteller Alfred Komarek, Caritas-Präsident Franz Küberl, Physiker Werner Gruber, Schriftsteller Gerhard Roth, Bildungsexperte Andreas Salcher, Schauspieler Frank Hoffmann, Schriftsteller Michael Köhlmeier, Schriftsteller Robert Menasse, Fotograf Andreas Bitesnich, Schauspieler Heinz Marecek, Schauspieler August Schmölzer und Schauspieler Tobias Moretti.